# Machindżauri
Machindżauri – wieś w Gruzji, w republice Adżarii. W 2014 roku liczyła 735 mieszkańców.